# Sturii Puturoasei
Sturii Puturoasei reprezintă un ansamblu de formațiuni stâncoase proeminente, situate în Munții Căpățânii, o subgrupă a Carpaților Meridionali din România. Numele acestor formațiuni este strâns legat de caracteristicile naturale ale zonei: termenul „Sturi” se referă la aspectul lor de stânci înalte, iar „Puturoasei” provine de la prezența izvoarelor sulfuroase, care emană un miros distinctiv în valea adiacentă. Această denumire, care încorporează o proprietate chimică a apei, subliniază o caracteristică definitorie a locului, indicând o conștientizare și o denumire a fenomenului natural de către comunitățile locale. Zona este recunoscută pentru peisajele sale pitorești și potențialul turistic, fiind un punct de interes pentru drumeți și exploratori ai naturii.

## Localizare geografică
Sturii Puturoasei sunt localizați în Munții Căpățânii, o subgrupă montană a Carpații Meridionali, situată predominant în Județul Vâlcea. Acest masiv montan este delimitat la est de râul Olt și la vest de Munții Parâng. Specific, Sturii Puturoasei se află pe Muchia Sturilor, într-un areal relativ restrâns, alături de alte formațiuni stâncoase similare, precum Sturii lui Pavel și Sturii Olăneștilor. Prezența acestor formațiuni cu aspect și denumiri identice într-o zonă concentrată sugerează că „Sturi” este un termen geomorfologic specific pentru un anumit tip de relief stâncos din această regiune, indicând o origine geologică comună sau procese de eroziune unice care le-au modelat forma distinctivă. Aceste formațiuni, descrise ca „tancuri” sau „piscuri pietroase” care „țâșnesc din abruptul pantelor împădurite,” reprezintă elemente vizuale remarcabile în peisajul montan.
Accesul către această zonă se realizează dinspre Valea Lotrișorului sau Valea Puturoasei, ambele fiind puncte de reper importante pentru drumeți. Motelul Lotrișor este menționat ca un punct de plecare cheie pentru circuitul turistic al Sturilor Puturoasei. Proximitatea Văii Oltului este, de asemenea, evidențiată, râul formând limita estică a Munților Căpățânii. Valea Oltului este descrisă ca o zonă de „frumuseți a căror cunoaștere depinde numai de curiozitatea turistului”. Rolul Văii Oltului depășește simpla delimitare geografică; ea funcționează ca un coridor major pentru turism și o poartă naturală de acces către Munții Căpățânii, inclusiv către Sturii Puturoasei. Această interconectare geografică indică faptul că dinamica geologică și hidrologică a Oltului a influențat semnificativ modelarea peisajului la poalele acestor munți, facilitând accesul și dezvoltarea regională.

## Geologie și Geomorfologie
Sturii Puturoasei, alături de alte formațiuni similare din Munții Căpățânii, sunt descriși ca „tancuri” sau „piscuri pietroase” care „țâșnesc din abruptul pantelor împădurite”. Această descriere sugerează că sunt alcătuite din roci mai dure și mai rezistente la eroziune decât materialul geologic înconjurător. Munții Căpățânii prezintă o structură geologică complexă, caracterizată prin prezența rocilor cristaline, inclusiv gnaise micacee, amfibolite și micasisturi. În zona Naratului, unde se află Sturii lui Pavel, predomină gnaisul ocular de Cozia. De asemenea, masivul include și formațiuni calcaroase, cum ar fi Masivul Buila-Vânturarița, care formează creste liniare și prezintă fenomene carstice extinse, inclusiv chei, doline, peșteri și avene. Această diversitate geologică, cu alternanța rocilor dure și a celor mai puțin rezistente, explică modul în care procesele de eroziune diferențială au sculptat peisajul, lăsând în urmă „Sturii” ca mărturii ale unei istorii geologice îndelungate și dinamice.
Un aspect definitoriu al zonei este prezența izvoarelor sulfuroase. Un „puternic miros sulfuros” la capătul traseului din Valea Puturoasei confirmă existența acestor ape minerale. Această caracteristică nu este izolată; stațiuni balneare renumite, precum Băile Olănești și Călimănești-Căciulata, aflate în apropiere, sunt cunoscute pentru izvoarele lor sulfuroase, iodurate, clorurate și sodice, utilizate în scopuri terapeutice. Prevalența acestor ape minerale în regiune indică un sistem hidrogeologic subteran extins. Apele sulfuroase își au originea, de obicei, la adâncimi considerabile, unde apele subterane interacționează cu mineralele purtătoare de sulf, un proces adesea facilitat de falii geologice sau de anumite tipuri de roci. Astfel, mirosul sulfuros de la Sturii Puturoasei nu este un fenomen întâmplător, ci o manifestare la suprafață a unui sistem subteran activ, care adaugă o dimensiune de interes științific zonei și subliniază potențialul său balnear. 

## Flora și Fauna
Zona Munților Căpățânii, unde se află Sturii Puturoasei, se remarcă printr-o vegetație specifică altitudinii și un ecosistem bogat. Pădurile sunt dominate de conifere, fag și stejar. La altitudini mai mari, se întâlnesc specii alpine și subalpine, cum ar fi ienupării, jneapănii, și plante rare declarate monumente ale naturii, printre care floare de colț, bulbuc de munte, bujorul de munte (Rhododendron myrtifolium), crin de munte și garofiță de munte. Pe micile platouri ale vârfurilor stâncoase ale Sturilor, se pot observa urme de capră neagră și căprioarăe, existând chiar posibilitatea de a le observa direct. Prezența acestor ungulate pe formațiunile stâncoase indică faptul că aceste stânci, prin elevația și structura lor, oferă un habitat specific sau un refugiu, posibil cu puncte de observație avantajoase și microclimate unice, care diferă de pădurea densă înconjurătoare. Această particularitate geomorfologică influențează direct distribuția faunistică locală, creând nișe ecologice specializate.
Fauna generală a Munților Căpățânii include ursul carpatin, mistreț, lup, râs, veveriță și viezure. Vipera este menționată ca fiind destul de răspândită în masiv. Pădurea din jurul Sturilor Puturoasei este descrisă ca fiind formată din fagi uriași, brazi pitici și mesteacăni, cu o „pădure de pin”, specifică acestei zone, la urcarea spre sturi. Prezența speciilor rare de plante și a carnivorelor mari, precum ursul și lupul, este un indicator al integrității ecologice și al unui mediu natural relativ neperturbat. Aceste specii sunt adesea bio-indicatori sensibili, iar existența lor sugerează o calitate bună a solului, aerului și apei, precum și un lanț trofic robust. Această biodiversitate bogată subliniază valoarea ecologică semnificativă a zonei Sturii Puturoasei în cadrul Munților Căpățânii, impunând necesitatea unor eforturi continue de conservare și a unui turism responsabil, cu impact minim.

## Turism și Trasee Montane
Sturii Puturoasei reprezintă o destinație populară pentru drumeții, oferind un circuit turistic cu o durată estimată de 5–6 ore. Punctul de plecare recomandat pentru acest circuit este Motelul Lotrișor, situat în apropierea Văii Oltului. Caracterul de „circuit” al traseului, cu posibilitatea de a fi abordat fie din Valea Lotrișorului (pe un drum forestier), fie din Valea Puturoasei (la 1,7 km sud de Motelul Lotrișor, pe o potecă marcată cu punct roșu), adaugă flexibilitate și atractivitate pentru turiști. Această structură circulară simplifică logistica pentru vizitatori, eliminând necesitatea unor aranjamente separate pentru retur și îmbunătățind experiența generală de drumeție.
Pe parcursul drumeției, traseul traversează păduri de fag, brad și pini, cu pante susținute și porțiuni pe muchia stâncoasă. Priveliștile de pe vârfurile stâncoase sunt descrise ca fiind uimitoare, oferind panorame către Munții Făgăraș, Masivul Cozia și Munții Lotrului. Este important de menționat că unele porțiuni ale traseului pot fi mai puțin clare sau pot necesita atenție sporită, fiind recomandat să se parcurgă cu un bun cunoscător al locurilor sau cu descrieri detaliate de traseu. Această avertizare subliniază că, în ciuda popularității sale turistice, zona își păstrează un caracter sălbatic și accidentat, necesitând pregătire și conștientizare din partea vizitatorilor. Un punct de reper important pentru drumeți este Cabana lui Nae, un refugiu rustic situat într-o poiană liniștită. După traversarea Culmii Puturoasei, traseul coboară spre această cabană, care este adesea folosită ca punct de popas și orientare. De la Cabana lui Nae, traseul continuă aproximativ 6 km, parcurși în circa 2,5 ore, până la Cascada Lotrișor, un alt punct de atracție al zonei.

## Arii Protejate
Sturii Puturoasei se află în Munții Căpățânii, o zonă care include mai multe arii protejate de interes național. Cel mai notabil este Parcul Național Buila-Vânturarița, situat în sudul Munților Căpățânii, în județul Vâlcea. Acest parc este cel mai mic parc național din România, cu o suprafață de aproape 4.500 ha, și este recunoscut pentru creasta sa calcaroasă, formele carstice (chei, doline, peșteri, avene), pădurile virgine și biodiversitatea bogată. Deși Sturii Puturoasei nu sunt menționați explicit ca făcând parte din Parcul Național Buila-Vânturarița, ei sunt situați în același masiv montan și în același județ, indicând o proximitate și o apartenență la un ecosistem montan protejat mai larg. Această încadrare într-un context de conservare regională sugerează că zona Sturilor Puturoasei beneficiază de eforturile generale de protecție a mediului și că valoarea sa naturală este recunoscută la nivel extins. Sturii Puturoasei se află, fără echivoc, în cadrul Parcului Național Cozia. Această arie protejată, situată în județul Vâlcea și suprapunându-se peste partea de est a Munților Căpățânii, este casa acestei formațiuni naturale. Astfel, valoarea naturală și importanța ecologică a Sturilor Puturoasei sunt direct legate de statutul lor de element component al Parcului Național Cozia, beneficiind de măsurile de protecție și conservare implementate în această arie protejată.
Alte rezervații naturale în Munții Căpățânii includ Rezervația de tisă din cheile pârâului Cheia, Rezervația naturală Stogul (cu fenomene exo- și endocarstice), Rezervația Lacul Frumos și numeroase peșteri declarate rezervații naturale în zona Olănești. Molhașurile Căpățânei, o rezervație botanică, se află în Munții Apuseni și nu este direct relevantă pentru Sturii Puturoasei. Prezența acestor multiple arii protejate în vecinătate consolidează importanța ecologică a regiunii și susține necesitatea unui management durabil al resurselor naturale și al activităților turistice.